# إشتار (فلم)
إشتار (بالإنجليزية: Ishtar) ، هي فيلم أمريكي كوميدي أنتجه كولومبيا بيكشرز عام 1987م، تم تصويره في المملكة المغربية.

## قصة الفيلم
يبدأ كلارك وروجر بالذهاب إلى المغرب للبحث عن الكنز، وكان الهدف العثور على الكنز في إحدى الصحاري المغربية، ويقوم الأشرار الأمريكيون بالبحث عن بطليّ الفيلم للقبض عليهما وهما يبحثان عن الكنز أيضاً.